# 489
Évszázadok: 4. század – 5. század – 6. század
Évtizedek: 430-as évek – 440-es évek – 450-es évek – 460-as évek – 470-es évek – 480-as évek – 490-es évek – 500-as évek – 510-es évek – 520-as évek – 530-as évek
Évek: 484 – 485 – 486 – 487 –  488 – 489 – 490 – 491 – 492 – 493 – 494

## Események

### Európa
- A Theodoric vezette osztrogótok Zénón bizánci császár megbízásából bevonulnak Itáliába, hogy megdöntsék Odoacer hatalmát. Útközben Sirmiumnál legyőzik a gepidákat. Miután átkeltek a Júliai-Alpokon, az Isonzónál Odoacer megpróbálja feltartóztatni őket, de megfutamítják. Odoacer Veronába húzódik vissza, ahol Theodoric ismét legyőzi. Az osztrogótok ezután Milánóhoz vonulnak, ahol a római csapatok Tufa főparancsnokkal együtt átállnak az oldalukra. Odoacer Ravennába menekül.
- Az osztrogótokhoz csatlakozó noricumi rugiusok helyére longobárdok települnek.
- Zénón császár bezáratja az edesszai teológiai iskolát, mert nesztoriánus tanokat terjeszt. A teológusok a perzsa uralom alatt lévő Niszibiszbe költöznek át.
- Meghal Akakiosz konstantinápolyi pátriárka, akit III. Felix pápa kiátkozott a monofizitizmust támogató nézetei miatt. Utóda, Fravitta megpróbál kibékülni a pápával, de mikor kiderül, hogy eközben az Akakiosz-párti Péter alexandriai pátriárkával is barátságos kapcsolatot tart fenn, a tárgyalások megszakadnak.

## Születések
- Burecu, japán császár

## Halálozások
- Akakiosz, konstantinápolyi pátriárka
- Sidonius Apollinaris, püspök, költő, diplomata

## Fordítás
- Ez a szócikk részben vagy egészben  a(z)   489 című angol Wikipédia-szócikk ezen változatának fordításán alapul.  Az eredeti cikk szerkesztőit annak laptörténete sorolja fel. Ez a jelzés csupán a megfogalmazás eredetét és a szerzői jogokat jelzi, nem szolgál a cikkben szereplő információk forrásmegjelöléseként.